# John Dolic
John Dolic (Teslić 13. lipnja 1959.) australski je liječnik kineske medicine, instruktor Qigonga i Kung Fua kao i autor. John je prvi zapadnjak koji je diplomirao 6 godina redovnih studija na Sveučilištu kineske medicine u Pekingu s titulom doktora tradicionalne kineske medicine te tako postao jedan od pionira kineske medicine na zapadu.
John je bio glavni urednik i izdavač uglednog australijskog časopisa za Qigong - Qigong kinesko zdravlje (na engleskom QI GONG chinesehealth). Također je napisao knjigu Qigong demistificiran (na engleskom Qigong Demystified) i više puta je bio gost na australskim radio i televizijskim programima a pojavljivao se i u štampi.

## Djetinjstvo i mladost
John Dolic rođen je 13. lipnja 1959. kao Dolić u Tesliću kao treće dijete Rajka Dolića (1929. – 2008.) i Tode, rođ. Kasapović (1933. - ). John ima tri sestre i s nepune tri godine njegova obitelj se preselila u obližnji Doboj gdje je on odrastao te završio osnovno i srednjoškolsko obrazovanje. Kao tinejdžer počeo se zanimati za istočnjačku kulturu, pogotovo za njihove tradicionalne borilačke vještine i filozofiju. Nadajući se da će jednog dana ostvariti svoj san da živi na dalekom istoku i da se bavi nekim od tih disciplina, započeo je studij kineskog jezika na beogradskom sveučilištu a, u isto vrijeme, konkurirao je za stipendiju kineske vlade kao jedan on kandidata za razmjenu studenate između Kine i Jugoslavije.

## Studiranje i život u Kini
Godinu dana kasnije, u kolovozu 1979. godine, John se našao u Pekingu gdje je proveo narednih osam punih godina, studirajući kineski jezik dvije godine a, nakon toga, kinesku medicinu šest. 1987. diplomirao je s titulom doktora kineske medicine na Pekinškom sveučilištu kineske medicine čime je postao prvi zapadnjak kojemu je ikad dodijeljena ta titula. Usporedo s diplomiranjem kineske medicine, John je izvanredno diplomirao i kineski jezik na Pekinškom sveučilištu za jezike i kulturu s titulom profesora kineskog jezika i književnosti.
Tijekom svog boravka u Kini, John je posjetio mnoge škole i majstore Qigonga, Kung Fu-a i Tai Chi-a te je obučen nadaleko čuvenim stilovima kao što su Spontana igra pet životinja, Hodajući Qigong, Spavajući Qigong i Mirisni Qigong, te Kung Fu stilovima Baguazhang, Changquan, Shaolin i Yang stilom Tai Chi Chuana.

## Povratak u zemlju, služenje vojnog roka i početak karijere
Nakon povratka u, tada još, Jugoslaviju, proveo je godinu dana na odsluženju vojnog roka u Novom Sadu, prvo par mjeseci na sanitetskoj obuci da bi, na zahtjev pojedinih vojnih doktora, preostalih deset mjeseci liječio pacijente akupunkturom i akupresurom u Vojnomedicinskom centru Novi Sad. Nakon povratka u civilstvo, sa svojom je kineskom suprugom, također liječnicom kineske medicine, otpočeo privatnu praksu u Zagrebu. Iste godine, njegovu diplomu je nostrificiralo Sveučilište u Zagrebu. Međutim, nakon manje od tri godine, zahvaljujući nestabilnoj političkoj situaciji tog doba, koja je urzo eskalirala u građanski rat, Dolići su napustili zemlju i prvo proveli godinu dana u Pekingu a potom se preselili u Sydney u Australiji.

## Karijera u Australiji
Ubrzo nakon dolaska u Sydney, John je otpočeo privatnu praksu kao i predavati kinesku medicinu na Australskom koledžu za akupunkturu (sada u sklopu Tehnološkog sveučilišta u Sydneyu) (1992. – 93.) nakon čega je postao predavač, član izvršnog odbora i sekretar Koledža za tradicionalnu kinesku medicinu u Sydneyu (sada Institut tradicionalne kineske medicine u Sydneyu) (1993. – 97.). U istom razdoblju John je postao član izvršnog odbora, kao i tajnik Registra akupunkture i tradicionalne kineske medicine (1993. – 97.), gdje je jedna od njegovih dužnosti bila procjena stranih diploma i provjera znanja iz oblasti kineske medicine za neaustralske državljane koji su željeli postati članovi registra čime bi njihovi tretmani bili pokriveni zdravstvenim osiguranjem te stekli niz drugih zakonskih pogodnosti.
Od 1995. John je obavljao privatnu praksu u Mosmanu, jednom od sjevernih predgrađa Sydneya, prvo pod svojim osobnim imenom da bi je zatim, od 2008., registrirao kao Qi Gong kinesko zdravlje (Qi Gong Chinese Health) i pod tim imenom još uvijek posluje i danas. Od 2010. godine tvrtka posluje i putem interneta.
Osim korištenja kineske medicine u liječenju i prevenciji raznih bolesti, John podučava Qigong, Kung Fu i Tai Chi te je bio urednik i izdavač jedinog australskog časopisa za Qigong - QI GONG kinesko zdravlje (QI GONG chinesehealth) od 2001. do 2006. godine. Časopis je bio distribuiran po specializiranim trgovinama novina diljem Australije, a bio je dostupan i u drugim državama putem pretplate.
Tijekom 1990-ih John je više puta bio pozivan da sudi na mnogim Kung Fu natjecanjima u Sydneyu, dok su neki od njegovih učenika osvojili prva mjesta na pojedinim od tih turnira, kao npr. u Bitci zmajeva (Battle of the Dragons). Od 1997. John je u svojstvu dežurnog predsjedavajućeg Kinesko-australske Tai-chi Pa-kua federacije.
John se više puta pojavljivao u australskim javnim medijima kao što je popularni dnevni televizijski program Jutra s Kerry-Anne (Mornings with Kerry-Anne), o njemu su pisani bezbrojni članci i vođeni intervjui u uglednim australskim publikacijama kao što je The Sunday Telegraph te na radiju i drugdje.
Godine 2011. objavljena je Johnova prva knjiga Qigong Demistificiran (Qigong Demystified) koja je 2018. prevedena i na hrvatski, a trenutno je u procesu prevođenja na poljski i portugalski jezik.
Od 2014. do 2016. predavao je kinesku terapiju vježbanjem na Endeavour koledžu prirodnih terapija u Sydneyu (Endeavour College of Natural Health) što je u sklopu nastave četverogodišnjeg redovnog studija za prvostupnika zdravstvenih znanosti (akupunktura).
Osim toga John često održava radionice, seminare i tečajeve širom svijeta. Predmeti variraju od kineske medicine, akupunkture, Qigonga i Tai Chia do Kung Fua, taoizma i budizma.